# Frühlingsduft
'Frühlingsduft' (ce qui signifie « parfum de printemps ») est un cultivar de rosier obtenu en 1949 par le rosiériste allemand Wilhelm Kordes II. Il est issu d'un croisement 'Joanna Hill' x Rosa pimpinellifolia L.

## Description

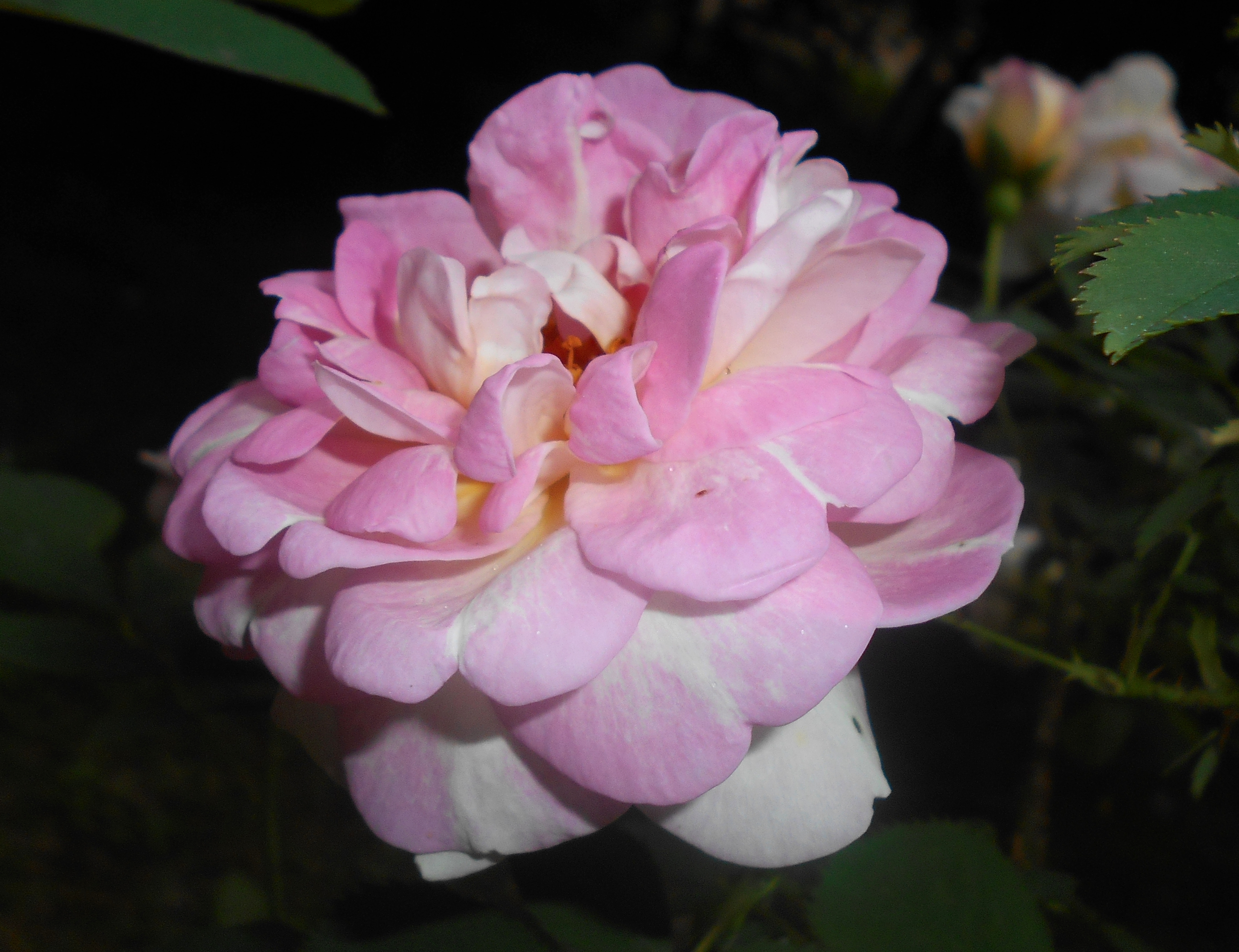
'Frühlingsduft' au jardin botanique de Lublin.

Ce rosier tétraploïde a une floraison en bouquets plutôt précoce et très généreuse, non remontante. Ses grandes fleurs doubles (26-40 pétales) évoluent d'un jaune doux vers des nuances ivoire ou rose pâle, le cœur demeurant jaune pâle. Elles sont fort parfumées. 
Le buisson forme un gros arbuste pouvant s'élever à plus de 360 cm avec des rameaux arqués et épineux. Il est vigoureux au feuillage foncé et supporte le grand froid. La Société suédoise des roses le recommande pour son climat. Il peut être utilisé en haie ou être palissé. Supportant la mi-ombre, il est parfait pour illuminer une clairière dans un parc ou pour orner l'arrière d'une plate-bande. 